# Lista de episódios de Brothers & Sisters
Brothers & Sisters (em Portugal: Irmãos e Irmãs) foi uma série de televisão norte-americana de drama familiar que estreou no canal ABC em 24 de setembro de 2006 e teve seu último episódio exibido em 8 de maio de 2011. Durante o período em que esteve no ar, 109 capítulos divididos em 5 temporadas foram exibidos. Abaixo, seguem as sinopses de todos os capítulos.

## Temporadas exibidas
| Temporada | Temporada | Episódios | Exibição original      | Exibição original  |
| Temporada | Temporada | Episódios | Início                 | Término            |
| --------- | --------- | --------- | ---------------------- | ------------------ |
|           | 1         | 23        | 24 de setembro de 2006 | 20 de maio de 2007 |
|           | 2         | 16        | 30 de setembro de 2007 | 11 de maio de 2008 |
|           | 3         | 24        | 28 de setembro de 2008 | 10 de maio de 2009 |
|           | 4         | 24        | 27 de setembro de 2009 | 16 de maio de 2010 |
|           | 5         | 22        | 26 de setembro de 2010 | 8 de maio de 2011  |

## 1.ª Temporada (2006–2007)
| Episódio na série | Episódio na temporada | Título                          | Escrito por                                  | Dirigido por        | Exibição original       |
| --- | --------------------- | ------------------------------- | -------------------------------------------- | ------------------- | ----------------------- |
| 1 | 1                     | Patriarcado                     | Jon Robin Baitz                              | Ken Olin            | 24 de setembro de 2006  |
| Depois de receber a oferta de emprego para ser co-apresentadora de um talk show sobre política, Kitty (Calista Flockhart) volta a Los Angeles para morar com seus pais. Em um jantar de família, seus outros quatro irmãos e o pai William (Tom Skerritt) convencem Kitty a reconciliar-se com sua mãe Nora (Sally Field), com quem ela desentendeu-se fortemente antes de sair de casa três anos antes. William, o patriarca da família Walker, sofre um ataque cardíaco e cai na piscina da mansão, morrendo afogado. |                       |                                 |                                              |                     |                         |
| 2 | 2                     | Um Ato de Vontade               | Jon Robin Baitz Marti Noxon                  | Matt Shakman        | 1 de outubro de 2006    |
| Após o funeral de William, seu testamento é aberto à família e segredos obscuros do patriarca vêm à tona: Sarah (Rachel Griffiths) informa a Tommy (Balthazar Getty) e Saul (Ron Rifkin) que a Ojai Foods, empresa da família, está com problemas financeiros e Justin (Dave Annable) descobre um caso extraconjugal de anos do seu pai com a misteriosa Holly Harper (Patricia Wettig). Kitty começa seu trabalho no talk show "Red, White & Blue". Nora, Kevin (Matthew Rhys) e Kitty vão procurar Justin, que desapareceu. |                       |                                 |                                              |                     |                         |
| 3 | 3                     | Assuntos de Estado              | Jon Robin Baitz Emily Whitesell Craig Wright | Tucker Gates        | 8 de outubro de 2006    |
| Kitty e Warren (Josh Hopkins) continuam discutindo, mas acabam dormindo juntos. Tommy e Sarah estão em desacordo quanto à gestão da Ojai Foods quando Jonathan (Matthew Settle) surpreende Kitty em Los Angeles. Os Walkers decidem dar uma festa na piscina para dissipar a horrível memória de William morrendo afogado nela. Sarah convida para a festa Scotty Wandell (Luke Macfarlane), uma testemunha importante um dos casos criminais de Kevin, apenas para irritá-lo. Na festa da piscina, Nora surpreende a família e Holly ao declarar que já tinha conhecimento do caso extraconjugal de seu falecido marido há anos.                                                                                               |                       |                                 |                                              |                     |                         |
| 4 | 4                     | Retrato de Família              | Jon Robin Baitz Craig Wright                 | Ken Olin            | 15 de outubro de 2006   |
| Sarah e Joe (John Pyper-Ferguson) descobrem que sua filha mais velha Paige (Kerris Dorsey) tem diabetes. Tommy consegue um novo emprego para Justin como carregador, mas ele usa drogas e bebe no trabalho, o que leva os irmãos a brigarem. Kevin é forçado a se juntar à Nora em um jogo de golfe em homenagem ao pai ao invés de sair com Scotty, que depois é flagrado paquerando outro homem. Nora suspeita que Saul tenha sentimentos por Holly. Kitty se sente excluída da família, porque Nora pendurou um quadro com uma foto da família na qual ela não aparece. |                       |                                 |                                              |                     |                         |
| 5 | 5                     | Noite dos Encontros             | David Marshall Grant Molly Newma             | Allison Liddi-Brown | 22 de outubro de 2006   |
| Kitty marca um desastroso encontro duplo com Jonathan, Warren e e Amber, nova estagiária do talk show com quem Kitty suspeita que Warren dormiu junto. Jonathan tenta ajudar Sarah, Saul e Tommy com a crise financeira na empresa. Kevin e Scotty saem e tudo vai bem até que Scotty beija Kevin. Nora tem seu primeiro encontro amoroso em 40 anos com seu reparador, David (Treat Williams). Justin ajuda Sarah com seus medos de ministrar a Paige suas injeções regulares de insulina. Enquanto isso, Tommy ainda não está falando com Justin após a última briga que tiveram. |                       |                                 |                                              |                     |                         |
| 6 | 6                     | Para as Crianças                | Jon Robin Baitz Jessica Mecklenburg          | Frederick Toye      | 29 de outubro de 2006   |
| Sarah terá que revelar à Nora a real situação financeira da Ojai Foods. Enquanto isso, a matriarca insiste para que a família compareça ao evento anual de arrecadação de fundos para um hospital infantil local. Os planos dos irmãos dão errado quando Kevin acidentalmente insulta Scotty, que está servindo no bufê da festa de arrecadação de fundos e Kitty pede a Warren para ir junto apenas para descobrir se ele não está mais solteiro. Tommy descobre que é estéril, enquanto tenta engravidar sua esposa Julia (Sarah Jane Morris). Vários escândalos familiares se sucedem naquela noite, constrangendo publicamente Nora.                                                                                        |                       |                                 |                                              |                     |                         |
| 7 | 7                     | Exposição do Norte              | David Marshall Grant Molly Newman            | Lawrence Trilling   | 5 de novembro de 2006   |
| Para salvar a Ojai Foods, os Walkers precisam vender a casa de campo da família em Ojai, local onde os filhos passaram seus verões na infância e adolescência. Nora quer que a família participe de um último jantar ali, mas seus filhos discordam. Enquanto isso, cada um deles convida seus parceiros(as) para visitar a casa de campo na esperança de que possam se divertir sozinhos com eles. Ao se encontrarem sem querer, segredos enterrados e ressentimentos abertos despertam e acirram as tensões entre eles. |                       |                                 |                                              |                     |                         |
| 8 | 8                     | Erros foram cometidos (Parte 1) | Jon Robin Baitz Craig Wright                 | Michael Lang        | 12 de novembro de 2006  |
| Justin recebe uma carta do Exército dos Estados Unidos, informando que ele deve alistar-se novamente. Temendo por sua vida, Justin quer fugir para o México, indo contra o conselho dado por Kevin de apresentar-se na junta militar. Sarah tem dificuldades em fazer seu enteado Gabe (Tyler Posey) se sentir incluído como parte de sua família. Nora dorme na casa de David e fica chocada por ter se deixado chegar tão longe. Sarah e Saul tentam decifrar a senha da conta bancária de William e perguntam a Holly informações sobre sua filha, Rebecca (Emily VanCamp). Ao descobrirem a senha, Sarah dá um ultimato a Saul. Kevin tenta ao máximo reconquistar Scotty, mas este ainda magoado, termina com ele.         |                       |                                 |                                              |                     |                         |
| 9 | 9                     | Erros foram cometidos (Parte 2) | Marc Guggenheim Greg Berlanti                | Ken Olin            | 19 de novembro de 2006  |
| Kitty se coloca em uma posição antiética quando pede um favor pessoal ao senador Robert McCallister (Rob Lowe) em troca de realizar uma entrevista exclusiva em que se comprometia a não tocar no assunto sobre a conturbada vida pessoal do político republicano. A família se reúne no hospital após descobrir que Justin tentou o suicídio por overdose de drogas. Sarah, Tommy e Kevin fazem uma viagem até Nevada para encontrar as vastas e lucrativas terras de propriedade de William. Julia e Tommy anunciam à família que serão pais. |                       |                                 |                                              |                     |                         |
| 10 | 10                    | Acenda as Luzes!                | Peter Calloway Cliff Olin                    | Frederick Toye      | 10 de dezembro de 2006  |
| Paige sente que precisa se conectar mais com suas raízes judaicas, o que faz a família planejar celebrar tanto o Natal quanto o Chanucá. Kevin e Justin vão ao tribunal peticionar a anulação do contrato que Justin mantém com o Exército. Kitty recebe uma oferta de promoção para apresentar o talk show sem Warren. Sarah, Tommy e Saul tentam enganar Holly ao descobrir que William havia deixado em testamento US$ 10 000 000 para sua amante. Nora descobre a casa onde Holly mora. |                       |                                 |                                              |                     |                         |
| 11 | 11                    | Dia da Família                  | David Marshall Grant Molly Newman            | David Petrarca      | 7 de janeiro de 2007    |
| Parece que toda a família Walker está em desacordo: Kevin discute com Kitty quando ela diz que está considerando seriamente a oferta do senador Robert McCallister de ingressar em sua equipe de comunicação por conta do político republicano não apoiar o casamento gay. Sarah briga com Joe quando ele decide ignorar o problema da bebedeira de Gabe. Nora exige um emprego na Ojai Foods quando descobre que Holly também trabalha lá, levando a um conflito entre ela e seu filho Tommy. A discussão aumenta quando toda a família é convidada a participar de uma reunião familiar no centro de reabilitação para dependentes químicos onde Justin está internado, como forma de lhe demonstrar apoio à sua recuperação. |                       |                                 |                                              |                     |                         |
| 12 | 12                    | Política Sexual                 | Monica Owusu-Breen Alison Schapker           | David Petrarca      | 14 de janeiro de 2007   |
| Kevin considera envolver-se com um astro de novela chamado Chad (Jason Lewis), que está confuso sobre sua sexualidade. Kitty contrata um casamenteiro quando descobre que todos do staff de McCallister pensam que os dois estão namorando. A intromissão de Nora envolve-a diretamente na armação da filha. Mas as duas têm sua parcela de surpresas enquanto participam de seus encontros amorosos. Sarah fica insegura ao ver Joe saindo com a mãe de uma amiga de Paige. Julia tem um desejo sexual mais forte do que o normal devido à gravidez e Tommy passa a ter dificuldades em satisfazê-la sexualmente. |                       |                                 |                                              |                     |                         |
| 13 | 13                    | Alguma Coisa vem de Ida!        | David Marshall Grant Sherri Cooper-Landsman  | Michael Lang        | 21 de janeiro de 2007   |
| Os irmãos estão planejando uma festa surpresa para o aniversário de 60 anos de Nora. Os planos dão errado quando Sarah fica doente e Tommy descobre que eles não podem beber álcool na festa devido às regras da reabilitação de Justin. Com Kitty distraindo Nora, a responsabilidade de planejar a festa recai sobre Kevin. No meio de toda a confusão, Ida (Marion Ross), a mãe controladora de Nora e Saul, chega de repente à mansão dos Walkers e acaba com a festa surpresa da filha. |                       |                                 |                                              |                     |                         |
| 14 | 14                    | Massacre do Dia dos Namorados   | Peter Calloway Cliff Olin                    | Michael Schultz     | 11 de fevereiro de 2007 |
| Na noite do Dia dos Namorados, toda a família Walker fica louca: Kevin volta com Scotty, Justin volta com Tyler (Marika Dominczyk) e Kitty finalmente cede aos encantos de Robert. Além disso, Nora sai com sua melhor amiga e acabam presas após serem flagradas pela polícia fumando maconha dentro do carro. Tommy tenta anular a decisão de Sarah sobre a vinícola, votando em conjunto com Holly. |                       |                                 |                                              |                     |                         |
| 15 | 15                    | O Amor é Difícil                | Peter Calloway Cliff Olin                    | Michael Lang        | 18 de fevereiro de 2007 |
| Sarah e Joe decidem fazer terapia de casal. Kevin descobre que Chad terminou com sua namorada e que ele tem um histórico de namoro com pessoas de ambos os sexos. Tommy quer que Sarah compre suas ações na Ojai Foods para que ele possa concentrar-se unicamente no negócio da vinícola com Holly. Os membros do staff de Robert realizam uma pesquisa interna de opinião sobre Kitty. Julia revela estar grávida de gêmeos. Nora passa a expressar-se artisticamente por meio da escrita. Tommy conhece a filha de Holly, Rebecca. |                       |                                 |                                              |                     |                         |
| 16 | 16                    | A Outra Walker                  | Monica Owusu-Breen Alison Schapker           | Gloria Muzio        | 4 de março de 2007      |
| Saul revela a Nora que William e Holly tiveram uma filha chamada Rebecca, embora ele tenha prometido anteriormente à Sarah, Tommy e Kevin de que não diria nada. A notícia é pesada demais para a família Walker: Nora fica furiosa com Sarah e Kitty também. Kevin está com raiva de Saul e o confronta por trair todos eles. Justin e Tyler decidem terminar o relacionamento. Sarah conta tudo a Rebecca, levando-a a confrontar Holly e, consequentemente, Holly confronta Sarah e Saul. Justin faz uma visita à Rebecca. |                       |                                 |                                              |                     |                         |
| 17 | 17                    | Tudo em Família                 | David Marshall Grant Sherri Cooper-Landsman  | David Paymer        | 1 de abril de 2007      |
| Nora convida Rebecca para jantar de modo a apresentá-la à toda a família Walker. Os irmãos não apoiam a ideia: Kitty não aparece, Sarah está dando um gelo em Rebecca e Kevin tenta puxar o cabelo de Rebecca para obter seu DNA, a fim de ter certeza de que ela é realmente filha de William. Enquanto isso, Kitty conhece os filhos de Robert e passa por uma situação muito desagradável, enquanto Kevin encontra-se com Donald, o empresário de Chad. |                       |                                 |                                              |                     |                         |
| 18 | 18                    | Três Festas                     | Jon Robin Baitz Marc Guggenheim              | Sandy Smolan        | 8 de abril de 2007      |
| Kitty precisa ir à cidade natal de Robert para entrevistar seus velhos amigos. Sarah junta-se à ela e as duas são convidadas para uma festa de adolescentes. Enquanto isso, Nora quer conhecer melhor seu professor de redação, Mark. Então, os dois saem juntos para um piquenique e ele convida-a para uma festa em sua casa. Rebecca descobre que ela e Justin tiveram um amigo de infância em comum e eles vão para uma festa na casa dele, onde as coisas fogem do controle. Chad decide revelar publicamente o que afeta negativamente o relacionamento dele com Kevin. |                       |                                 |                                              |                     |                         |
| 19 | 19                    | Noite dos Jogos                 | Peter Calloway Cliff Olin Molly Newman       | Matt Shakman        | 15 de abril de 2007     |
| Kitty marca um encontro para Kevin sem dizer a ele que é com o irmão gay de Robert, Jason (Eric Winter). Kevin estraga o encontro ao começar a debochar do senador republicano. Nora e Kitty organizam uma noite de jogos com outra família com quem mantêm um relacionamento competitivo desde a infância dos irmãos. Naquela mesma noite, em vez de mostrar união, eles não param de brigar: Kevin descobre o que Kitty fez, enquanto Kitty fica com raiva de Sarah por esta decidir aceitar Rebecca na família e convidá-la para a noite. Na manhã seguinte, Rebecca recebe uma aula de violão de Joe, que termina com eles aos beijos.                                                                                      |                       |                                 |                                              |                     |                         |
| 20 | 20                    | Más Notícias                    | Monica Owusu-Breen Alison Schapker           | Jason Moore         | 29 de abril de 2007     |
| Uma horrorizada Rebecca conta em segredo a Justin que Joe avançou sobre ela. O professor Mark chantageia Nora com uma nota baixa para sair novamente com ela. Kitty tenta ajudar Robert a relaxar, mas depois precisa ajudá-lo a confortar os funcionários do staff após um acidente de helicóptero matar um dos redatores do comitê de campanha. Holly revela à Sarah uma notícia chocante que abala profundamente seu casamento com Joe. |                       |                                 |                                              |                     |                         |
| 21 | 21                    | Uvas da Ira                     | David Marshall Grant Sherri Cooper-Landsman  | Michael Morris      | 6 de maio de 2007       |
| Tommy e Holly dão uma festa para familiares e amigos em homenagem à inauguração da vinícola. Joe decide ir com Sarah e todos tratam-no com indiferença. Kitty mistura vinho com alguns comprimidos da bolsa de Kevin, que ela confundiu com aspirina e inadvertidamente diz a Kevin que pediu Robert em casamento. Kevin fica bêbado e deixa escapar a informação na frente de toda a família. Sarah acaba descobrindo sobre o acordo entre Joe e Justin e fica ainda mais furiosa. Nora decide dar outra chance à Mark e o leva com ela para a festa, mas ele estraga tudo beijando Holly. Nora e Holly têm uma briga que termina de uma maneira que elas não esperavam. Julia entra em trabalho de parto prematuramente.      |                       |                                 |                                              |                     |                         |
| 22 | 22                    | Filho Favorito                  | Benjamin Kruger Daniel Silk                  | Gloria Muzio        | 13 de maio de 2007      |
| Julia dá à luz aos gêmeos prematuramente, porém ela e Tommy são forçados a tomar uma decisão difícil quando um dos filhos recém-nascidos enfrenta complicações com risco de vida. Relutantemente, Kevin ajuda Kitty a lidar com um chantagista que ameaça revelar informações prejudiciais sobre Robert à imprensa. Sarah e Joe contam aos filhos que Joe está se mudando. Kitty e Robert ficam noivos. |                       |                                 |                                              |                     |                         |
| 23 | 23                    | Matriarcado                     | Jon Robin Baitz Greg Berlanti                | Ken Olin            | 20 de maio de 2007      |
| Nora está planejando uma festa de noivado para Kitty, que está tendo dificuldades sobre como contar a ela de que vai passar a morar com Robert após a lua de mel. Justin faz planos para despedir-se de todos individualmente antes de voltar ao Exército. Na festa, Kevin e Jason se beijam, enquanto Rebecca revela a verdade sobre sua saída de Chicago e admite a Justin que correspondeu ao beijo de Joe. Nora convida um velho amigo de Saul para a festa, da qual ele não se sente muito à vontade. Justin parte para a guerra do Iraque e Nora e Kitty despedem-se dele no aeroporto. |                       |                                 |                                              |                     |                         |

## 2.ª Temporada (2007–2008)
| Episódio na série | Episódio na temporada | Título                  | Escrito por                                      | Dirigido por        | Exibição original       |
| --- | --------------------- | ----------------------- | ------------------------------------------------ | ------------------- | ----------------------- |
| 24 | 1                     | Frente Doméstica        | Monica Owusu-Breen Alison Schapker               | Ken Olin            | 30 de setembro de 2007  |
| Um ano depois da morte de William e há um bom tempo sem notícias de Justin no Oriente Médio, os Walkers tentam fazer todo o possível para manterem-se felizes no anivesário de Kitty. Sarah segue lutando para extrair algo de seu casamento fracassado. Kevin aprende os sacrifícios que o amor verdadeiro exige. Tommy precisa ajudar Julia, que segue deprimida após o falecimento de seu filho recém-nascido. Kitty começa a vislumbrar os desafios de ser noiva de um senador. Enquanto isso, Saul recebe a visita de um amigo com quem teve mais do que uma simples amizade e Rebecca tenta se encaixar dentro da Família Walker, tendo decidido passar um verão inteiro na companhia de Nora.                                                                    |                       |                         |                                                  |                     |                         |
| 25 | 2                     | Uma Família Americana   | David Marshall Grant Molly Newman                | Gloria Muzio        | 7 de outubro de 2007    |
| Kitty, Kevin e Nora partem para buscar Justin, que retorna após meses de guerra. Enquanto isso, Robert concede entrevista à uma emissora de rádio, onde fala sobre a relação que mantém com a família de sua noiva, o que desagrada os três que estão ouvindo na estrada. Enquanto isso, Tommy luta para adaptar-se à sua nova realidade com Julia e sua filha pequena e Rebecca confessa a Sarah que consentiu ao beijo dado por Joe. |                       |                         |                                                  |                     |                         |
| 26 | 3                     | A História se repetindo | Jon Robin Baitz Jennifer Cecil                   | Matt Shakman        | 14 de outubro de 2007   |
| A dor na perna de Justin persiste, o que faz Nora e Rebecca procurarem aplicar-lhe medicação, mesmo sabendo do risco dele viciar-se novamente. Tommy, por sua vez, recebe a visita dos pais de Julia em sua casa, que querem levá-la junto com Elizabeth para passar uma temporada com eles. Enquanto isso, Scotty reaparce na vida de Kevin em busca de um advogado para defendê-lo. Kitty precisa lidar com a ex-esposa de Robert quando esta ameaça dar entrevista ao polêmico jornalista Larry King, contando detalhes polêmicos de seu relacionamento com o senador republicano. |                       |                         |                                                  |                     |                         |
| 27 | 4                     | Estados da União        | Sherri Cooper-Landsman Liz Tigelaar              | Michael Schultz     | 21 de outubro de 2007   |
| Sarah e Kitty decidem ir a um spa para relaxar, mas Nora logo se junta a elas e a tranquilidade esperada transforma-se em uma aventura completamente diferente. Tommy, por sua vez, começa a se sentir sozinho e tenta arranjar alguma companhia. Enquanto isso, Rebecca desconfia da rápida recuperação de Justin com sua perna e ela descobre que ele está tomando uma dosagem da medicação maior que a recomendada. Por sua vez, Scotty conta a Kevin que viu Saul em uma festa gay, o que faz o sobrinho tentar convencer o tio a sair do armário. |                       |                         |                                                  |                     |                         |
| 28 | 5                     | Questões Domésticas     | Peter Calloway Cliff Olin                        | Ken Olin            | 28 de outubro de 2007   |
| Sarah enfrenta o maior desafio de sua vida quando seu ex-marido Joe tenta obter judicialmente a guarda de Paige e Cooper, dando início à uma batalha legal. Enquanto isso, Kitty acredita estar grávida e a notícia se espalha por toda a família no dia crucial do debate das primárias republicanas, onde Robert disputa a indicação do partido para disputar a eleição presidencial. Tommy, por sua vez, continua mantendo um caso extraconjugal com sua secretária Lena, apesar das recomendações contrárias de Holly. |                       |                         |                                                  |                     |                         |
| 29 | 6                     | Dois Lugares            | Monica Owusu-Breen Alison Schapker               | Gloria Muzio        | 4 de novembro de 2007   |
| Kitty e Robert são recebidos por Isaac Marshall, um renomado analista político e velho amigo dela, que chega para aconselhá-los sobre como tratar o assunto da gravidez durante a campanha. Robert desconfia dele devido aos seus negócios sujos do passado. Enquanto isso, Kevin continua seu relacionamento com Scotty, mesmo querendo manter a promessa que fez a Jason. Kevin descobre que Scotty sacrificou todas as suas economias para continuar os estudos, deixando-o sem-teto, o que acaba levando a eles a morar juntos. A recaída de Justin ao vício em drogas continua a devastar Rebecca, que está cansada de cuidar do meio-irmão. Sarah, por sua vez, precisa lidar com o distanciamento dos filhos, um problema com o qual Paige não está lidando bem. |                       |                         |                                                  |                     |                         |
| 30 | 7                     | 36 Horas                | Molly Newman David Marshall Grant                | David Paymer        | 11 de novembro de 2007  |
| Justin é flagrado procurando drogas, o que faz os Walkers planejarem uma reunião familiar em que as opiniões do caçula da família sobre sua mãe e irmãos vem à tona. Após essa briga, Nora percebe que alguns relacionamentos precisam mudar. A comunicação dentro da família é interrompida com Tommy e Lena juntos e Kevin tentando fazer seu tio Saul confessar seu segredo. Enquanto isso, Scotty e Kevin tentam seguir em frente como amigos e colegas de quarto. |                       |                         |                                                  |                     |                         |
| 31 | 8                     | Algo Novo               | Jennifer Cecil Sherri Cooper-Landsman            | Michael Owen Morris | 25 de novembro de 2007  |
| Robert e Kitty estão ocupados com os preparativos finais para o casamento, com direito a dança, ternos e surpresas, mas a noiva sente que o noivo não está tão animado quanto deveria. Sarah tem um novo consultor de negócios que a convida para jantar, mesmo ela estando em conflito com o que realmente sente por ele. Nora também tem um encontro com seu primeiro amor. Enquanto isso, Julia e a filha voltam para casa, o que leva Tommy a querer terminar o relacionamento com Lena. Ao mesmo tempo, a jovem se aproxima de outro Walker. Por sua vez, Kevin quer continuar seu relacionamento com Scotty. |                       |                         |                                                  |                     |                         |
| 32 | 9                     | Santo Matrimônio        | Mark Perry Monica Owusu-Breen Alison Schapker    | Robert Lieberman    | 2 de dezembro de 2007   |
| Chega o dia do casamento de Robert e Kitty e o escândalo envolvendo o histórico militar do senador está prestes a ressurgir. Para resolver o problema, ela liga novamente para o amigo Isaac Marshall. Todos os familiares se reúnem para o evento tão aguardado. Nora vai com Stan e Justin com Lena, dois casais que certamente causarão problemas e discussões na festa. |                       |                         |                                                  |                     |                         |
| 33 | 10                    | A Festa da Epifania     | David Marshall Grant Jason Wilborn               | Laura Innes         | 13 de janeiro de 2008   |
| Nora se apaixona por Isaac Marshall e decide convidá-lo para um jantar em família. Todos os irmãos planejam se reunir para apoiar o novo namorado da matriarca da família, incluindo Tommy e Justin, apesar dos desentendimentos entre eles por conta de Lena. Mas como em qualquer jantar típico dos Walkers, as coisas não saem como planejado para Nora e mais de uma indiscrição vem à tona no momento da refeição. |                       |                         |                                                  |                     |                         |
| 34 | 11                    | A Imposição Missionária | Daniel Silk Brian Studler                        | Michael Morris      | 10 de fevereiro de 2008 |
| Jason retorna e, finalmente, depois de tanto tempo, reencontra-se com Kevin. Scotty, no entanto, não está disposto a dar-lhes chance de ficarem a sós. Enquanto isso, Nora e Isaac estão se aproximando cada vez mais. |                       |                         |                                                  |                     |                         |
| 35 | 12                    | Compromissos            | Cliff Olin Peter Calloway                        | David Paymer        | 17 de fevereiro de 2008 |
| Robert enfrenta uma crise em sua campanha eleitoral, o que está deixando todos muito estressados. Para animá-lo, Kitty leva os filhos do senador e seu irmão Jason para uma visita, embora Jason não goste de descobrir a verdade sobre Isaac. Sarah finalmente recebe os papéis do divórcio, mas não se sente à vontade para assiná-los. Então convence Kevin, que também está deprimido depois de conhecer os amigos de Scotty, a caírem na farra. Rebecca começa a adotar um novo hobby. |                       |                         |                                                  |                     |                         |
| 36 | 13                    | Ansiedade de Separação  | Molly Newman David Marshall Grant                | Gloria Muzio        | 20 de abril de 2008     |
| Isaac pede a Nora que se mude com ele para Washington e toda a família fica em polvorosa, aguardando a decisão da matriarca. Robert e Kitty iniciam tratamento de fertilidade na esperança de ter um filho, enquanto Rebecca começa a ter sérias dúvidas sobre se ela realmente é uma Walker ou se, na verdade, seu verdadeiro pai é David, um velho amigo de Holly que reapareceu em sua vida. Saul decide visitar um velho amigo. |                       |                         |                                                  |                     |                         |
| 37 | 14                    | Dupla Negativa          | Josh Reims Liz Tigelaar                          | Michael Schultz     | 27 de abril de 2008     |
| Enquanto Robert contempla seu futuro na política, os tratamentos de fertilidade de Kitty progridem. Kevin pede Scotty em casamento. Mais tarde, Rebecca revela os resultados do seu teste de paternidade e Saul toma uma decisão arriscada sobre a Ojai Foods que pode afetar a empresa permanentemente. |                       |                         |                                                  |                     |                         |
| 38 | 15                    | Risco Moral             | Sherri Cooper-Landsman Jason Wilborn             | Michael Morris      | 4 de maio de 2008       |
| A Ojai Foods entra em colapso após o fracasso de seus negócios internacionais. Com uma dívida de US$ 20 milhões, Sarah decide pedir socorro à Holly e Tommy. Enquanto isso, Saul percebe que o que estava tentando fazer ao assumir um negócio tão arriscado era virar sua própria vida de cabeça para baixo e isso o leva a confrontar seus próprios demônios. Rebecca tenta se portar como uma Walker, escondendo a verdade sobre seu verdadeiro pai, mas Justin age de forma muito estranha com ela. |                       |                         |                                                  |                     |                         |
| 39 | 16                    | Compromissos Anteriores | Greg Berlanti Monica Owusu-Breen Alison Schapker | Ken Olin            | 11 de maio de 2008      |
| Kevin e Scotty se casam, mas os conservadores pais de Scotty recusam-se a comparecer à cerimônia. Os Walkers planejam uma reunião familiar de emergência para discutir a nova situação após descobrirem que Rebecca não é, de fato, uma Walker. Sarah acredita que Holly enganou seu pai deliberadamente e está determinada a descobrir informações incriminatórias para poder removê-la da Ojai Foods. Suas investigações levam toda a família a um novo mistério. Justin, por outro lado, não sabe mais como se sentir em relação à Rebecca. |                       |                         |                                                  |                     |                         |

## 3.ª Temporada (2008–2009)
| Episódio na série | Episódio na temporada | Título                           | Escrito por                               | Dirigido por    | Exibição original       |
| --- | --------------------- | -------------------------------- | ----------------------------------------- | --------------- | ----------------------- |
| 40 | 1                     | Tetos de Vidro                   | Molly Newman David Marshall Grant         | Tucker Gates    | 28 de setembro de 2008  |
| Kevin consegue acesso à casa de praia de seu chefe, onde planeja passar um fim de semana romântico com Scotty, mas toda a família acidentalmente descobre e acabam se convidando para lá. Enquanto isso, Kevin e Sarah tentam contatar Ryan Lafferty sem Nora saber. Tommy planeja demitir Kevin como advogado da Ojai Foods, mas Sarah não concorda. Paige e Cooper chantageiam Justin para que faça o que quiserem após descobrirem que ele está namorando Rebecca. Kitty fica furiosa com Sarah ao descobrir que foi Nora quem escreveu sua carta de recomendação para o órgão de adoção. |                       |                                  |                                           |                 |                         |
| 41 | 2                     | Queima de Livro                  | Sherri Cooper-Landsman Jennifer Levin     | Laura Innes     | 5 de outubro de 2008    |
| Kitty tenta esconder da família e de Robert que escreveu um livro durante as primárias republicanas. Toda a família, mas especialmente Nora, considera o conteúdo do livro extremamente ofensivo. A tensão culmina no jantar que Kitty e Robert preparam para impressionar a conselheira tutelar responsável por conduzir o processo de adoção. Holly decide dar a Rebecca seu fundo fiduciário, porém ela suspeita que sua mãe esteja tramando algo. Holly inicia sua própria busca por Ryan.                                                                                               |                       |                                  |                                           |                 |                         |
| 42 | 3                     | Cabo de Guerra                   | Josh Reims Liz Tigelaar                   | Gloria Muzio    | 12 de outubro de 2008   |
| Kevin é forçado a tomar uma decisão profissional que vai contra sua sexualidade e pode incomodar Scotty. Enquanto isso, a Ojai Foods está passando por um momento difícil por causa de Tommy e Holly, levando Sarah e Saul a tomarem decisões drásticas. Justin não consegue falar com Rebecca sobre sua experiência de guerra no Iraque. |                       |                                  |                                           |                 |                         |
| 43 | 4                     | Tudo deve ir!                    | Nancy Won Michael Foley                   | Michael Schultz | 19 de outubro de 2008   |
| Nora organiza uma liquidação de garagem, a fim de arrecadar fundos para seu projeto de caridade, mas Justin teme que sua real intenção seja se livrar de tudo o que pertenceu à William. Julia tenta reconciliar Sarah e Tommy. Holly investiga o passado de Ryan. Robert faz uma proposta inusitada a Kevin. Rebecca e Holly tentam reconstruir seu relacionamento entre mãe e filha. |                       |                                  |                                           |                 |                         |
| 44 | 5                     | Você recebe o que precisa        | David Marshall Grant Cliff Olin           | Chad Lowe       | 26 de outubro de 2008   |
| Rebecca encontra uma pasta de arquivos sobre Ryan Lafferty na mesa da mãe, o que põe à prova sua confiança nela. Enquanto isso, Kevin e Scotty saem para jantar pela primeira vez com os pais conservadores de Scotty, que expressam seu descontentamento e desaprovação pelo relacionamento homossexual deles. Nora começa a trabalhar na instituição de caridade para crianças doentes, mas não terá vida fácil lá dentro. |                       |                                  |                                           |                 |                         |
| 45 | 6                     | Bakersfield                      | Molly Newman Peter Calloway               | Gloria Muzio    | 2 de novembro de 2008   |
| Nora tenta descobrir mais sobre o filho que William teve fora do casamento e, no processo, se aproxima de Holly. Sarah recebe uma proposta de negócios lucrativa, enquanto Kitty e Robert recebem a notícia de que uma mãe biológica está disponível em ceder seu bebê para que eles o adotem. |                       |                                  |                                           |                 |                         |
| 46 | 7                     | Você acredita em Mágica?         | Sherri Cooper-Landsman Jennifer Levin     | Michael Morris  | 9 de novembro de 2008   |
| Tommy e Julia comemoram seu primeiro ano de casados com um toque mágico, enquanto Justin e Rebecca se preocupam com o próprio romance. A neurose de Kitty coloca em risco suas chances de adotar uma criança. Kevin tem informações que podem prejudicar Robert e o confronta. |                       |                                  |                                           |                 |                         |
| 47 | 8                     | Indo uma vez... Indo duas vezes  | Brian Studler Beth Schwartz               | Karen Gaviola   | 16 de novembro de 2008  |
| Kevin tenta compensar a redução salarial que sofreu, roubando a casa dos sonhos de Nora para a instituição de caridade em que trabalha, para dá-la de presente para Scotty. Enquanto isso, Justin bola um plano para apresentar Saul a um possível pretendente, porém o plano se prova um completo desastre. |                       |                                  |                                           |                 |                         |
| 48 | 9                     | Negócios Inacabados              | Nancy Won Michael Foley                   | Michael Morris  | 30 de novembro de 2008  |
| Nora recorre à família para que ajudem a resolver um problema enfrentado por sua instituição de caridade, cuja solução exige muito dinheiro. Kitty e Robert dão um passo enorme, porém assustador, no processo de adoção. Sarah engole seu orgulho e arrisca com seus novos parceiros comerciais. Holly tira Tommy do sério ao oferecer à Rebecca um alto cargo na vinícola sem consultá-lo previamente. |                       |                                  |                                           |                 |                         |
| 49 | 10                    | Só um Pedacinho                  | Molly Newman David Marshall Grant         | Michael Schultz | 7 de dezembro de 2008   |
| Os Walkers encontram dificuldades para reunirem-se e passarem o Dia de Ação de Graças juntos, o que leva Nora e Sarah a passarem o feriado sozinhas até que Elizabeth, filha de Tommy e Julia, adoece de repente e todos da família passam a acompanhar sua internação no hospital. |                       |                                  |                                           |                 |                         |
| 50 | 11                    | Um Sonho de Pai                  | Jennifer Levin Michael Foley              | Tom Amandes     | 4 de janeiro de 2009    |
| A doença de Elizabeth e a doação de sangue por Kevin desencadeiam um confronto emocional e visceral entre ele e Tommy, que pode fortalecer a relação fraternal ou encerrá-la para sempre. Enquanto isso, Saul reencontra Nora com um antigo amor da escola, Roger Grant (Nigel Havers). Kevin e Scotty conversam sobre o futuro deles como casal. |                       |                                  |                                           |                 |                         |
| 51 | 12                    | Rivalidade entre Irmãos          | Josh Reims Liz Tigelaar                   | Jeff Melman     | 11 de janeiro de 2009   |
| Kitty está promovendo o lançamento de seu livro, mas tanto sua família quanto Robert estão ocupados demais para apoiá-la e Kevin se sente mal por guardar segredos de Robert. Enquanto isso, Sarah enfrenta um sério problema financeiro que pode prejudicar o sucesso da Greenatopia e Tommy se une a Saul para demitir Holly dos negócios da família. |                       |                                  |                                           |                 |                         |
| 52 | 13                    | Não é Fácil ser "Verde"          | Sherri Cooper-Landsman Peter Calloway     | Laura Innes     | 18 de janeiro de 2009   |
| Assim que Greenatopia é fundada, o parceiro comercial de Sarah faz uma confissão pessoal surpreendente. Enquanto isso, Nora reacende um romance com um antigo amor, Roger. Justin começa a se interessar por uma nova mulher, enquanto Kevin e Robert decidem sair para caçar juntos. |                       |                                  |                                           |                 |                         |
| 53 | 14                    | Assumindo a Responsabilidade     | David Marshall Grant Cliff Olin           | Bethany Rooney  | 8 de fevereiro de 2009  |
| Nora fica chocada ao descobrir que seu namorado Roger guarda um segredo que pode acabar com o relacionamento deles. Enquanto isso, Kitty recebe uma oferta de emprego, mas não tem certeza se consegue lidar com a maternidade e o trabalho. Rebecca descobre os planos de Tommy para afastar sua mãe dos negócios da família, o que a faz se distanciar dos Walkers. Nora recebe uma ligação misteriosa que conta detalhes sobre o passado de William. |                       |                                  |                                           |                 |                         |
| 54 | 15                    | Achados e Perdidos               | Michael Foley Jennifer Levin              | David Paymer    | 15 de fevereiro de 2009 |
| Nora decide que é hora de conhecer Ryan pessoalmente. Rebecca desaparece para encontrar seu pai biológico em Nova Iorque. O plano de Tommy de assumir a presidência da Ojai Foods enfrenta um grande obstáculo. Kitty descobre algo inusitado. |                       |                                  |                                           |                 |                         |
| 55 | 16                    | Águas Turbulentas (Partes 1 e 2) | Sherri Cooper-Landsman Monica Owusu-Breen | Ken Olin        | 22 de fevereiro de 2009 |
| 56 | 17                    | Águas Turbulentas (Partes 1 e 2) | Molly Newman David Marshall Grant         | Ken Olin        | 1 de março de 2009      |
| Em um capítulo dividido em 2 partes, a família Walker vivencia, ao mesmo tempo, a emoção pela chegada de um recém-nascido e o medo da perda quando um de seus familiares sofre um problema de saúde com risco de vida. Enquanto isso, Rebecca recorre ao pai David (Ken Olin) em busca de ajuda após descobrir informações que podem destruir a Ojai Foods e mandar um dos Walkers para a prisão. |                       |                                  |                                           |                 |                         |
| 57 | 18                    | Tomando Partido                  | Michael Foley Beth Schwartz               | Michael Morris  | 8 de março de 2009      |
| Apesar de sofrer uma doença com risco de vida e diante do nascimento de um novo filho, Robert permanece firme na intenção de obter a indicação republicana para concorrer à governador da Califórnia, mesmo que isso possa prejudicar seriamente seu casamento. Enquanto isso, Saul e Sarah tentam esconder os problemas legais de Tommy para Nora e Ryan comete um erro imprudente que deixa os irmãos Walker um tanto quanto angustiados. |                       |                                  |                                           |                 |                         |
| 58 | 19                    | Primavera Arruinada              | Sherri Cooper-Landsman Brian Studlerz     | Ricardo Coad    | 15 de março de 2009     |
| Kevin e Justin levam Tommy para uma curta viagem entre irmãos para tentar ajudá-lo a tomar uma decisão sobre seu futuro jurídico. Enquanto isso, Kitty leva Evan à casa de Nora para a última conhecer seu neto e a primeira conhecer melhor seu meio-irmão Ryan, enquanto Robert se recupera. |                       |                                  |                                           |                 |                         |
| 59 | 20                    | Ausente                          | Jason Wilborn Nancy Won                   | Michael Schultz | 22 de março de 2009     |
| Desesperada para entrar em contato com Tommy antes que sua situação legal piore, Nora busca ajuda da pessoa que mais machucou. Enquanto isso, Ryan se aproxima demais de Rebecca, deixando Justin chateado. |                       |                                  |                                           |                 |                         |
| 60 | 21                    | S3X                              | David Marshall Grant Cliff Olin           | Laura Innes     | 19 de abril de 2009     |
| Os Walkers esperam que Tommy volte para casa quando Holly concorda em retirar as acusações contra ele. Enquanto isso, Sarah dá mais uma guinada dramática na carreira, Kitty se pergunta se seu casamento vai durar e Kevin e Scotty consideram uma proposta surpreendente de Chad. Holly não está feliz com a forma como Ryan está se comportando com sua filha Rebecca. |                       |                                  |                                           |                 |                         |
| 61 | 22                    | Julia                            | Molly Newman Michael Foley                | Michael Morris  | 26 de abril de 2009     |
| Cansada de esperar que Tommy decida voltar para casa, Julia toma uma decisão que mudará seu futuro. Robert descobre o que Kitty estava escondendo dele. Holly e Sarah finalmente conseguem manter uma relação cotidiana tranquila. |                       |                                  |                                           |                 |                         |
| 62 | 23                    | Vamos cancelar Tudo!             | Peter Calloway Daniel Silk                | Laura Innes     | 3 de maio de 2009       |
| Kitty e Robert chegam a um impasse no casamento e ela é forçada a refletir sobre os casos amorosos do falecido pai e a decidir quais são suas prioridades na vida. Enquanto isso, Ryan descobre a morte da mãe e toma uma atitude impactante, porém equivocada, para conquistar o afeto de Rebecca. |                       |                                  |                                           |                 |                         |
| 63 | 24                    | México                           | Alison Schapker Monica Owusu-Breen        | Ken Olin        | 10 de maio de 2009      |
| Quando os Walkers tentam contatar Tommy, todos ficam devastados ao descobrir que ele pode não querer a ajuda deles. Enquanto isso, Robert e Kitty chegam a um ponto crítico em seu casamento que talvez não consigam superar. Justin faz planos para o futuro com ou sem Rebecca, enquanto Saul faz uma descoberta surpreendente sobre a morte da mãe de Ryan. |                       |                                  |                                           |                 |                         |

## 4.ª Temporada (2009–2010)
| Episódio na série | Episódio na temporada | Título                              | Escrito por                           | Dirigido por    | Exibição original       |
| --- | --------------------- | ----------------------------------- | ------------------------------------- | --------------- | ----------------------- |
| 64 | 1                     | A Estrada à Frente                  | Molly Newman Marjorie David           | Ken Olin        | 27 de setembro de 2009  |
| Kitty guarda um segredo que pode devastar a família Walker. Ida, a mãe de Nora e Saul, volta a visitá-los. Enquanto isso, Nora e Holly relutantemente se unem para planejar a festa de noivado de Justin e Rebecca, Tommy permanece no México e Sarah busca novos negócios na França. |                       |                                     |                                       |                 |                         |
| 65 | 2                     | Dando a Notícia                     | David Marshall Grant Cliff Olin       | Ken Olin        | 4 de outubro de 2009    |
| Robert está preocupado com vazamentos na imprensa sobre seu ataque cardíaco e Kitty tenta saber como lidar com um segredo que pode afetar profundamente seu casamento. Enquanto isso, Kevin e Scotty discutem a possibilidade de ter filhos por meio de uma barriga de aluguel. |                       |                                     |                                       |                 |                         |
| 66 | 3                     | Quase Normal                        | Sherri Cooper-Landsman Jennifer Levin | Michael Schultz | 11 de outubro de 2009   |
| Kitty, Robert e Nora lutam para aceitar o câncer de Kitty e chegar a um acordo sobre qual tratamento escolher. Enquanto se preparam para compartilhar a notícia com a família, uma visita surpresa vinda de longe torna o fardo um pouco mais fácil de suportar. |                       |                                     |                                       |                 |                         |
| 67 | 4                     | Da França com Amor                  | Sarah Goldfinger Michael Foley        | Michael Morris  | 18 de outubro de 2009   |
| De volta da França, Sarah distrai Kitty de sua quimioterapia com histórias de seu intenso romance com um artista francês. Enquanto isso, Justin enfrenta dificuldades em sua primeira aula de Anatomia e pede conselhos ao professor Peter Madsen (Joe Morton) sobre como sobreviver ao semestre e saber lidar com seu parceiro de laboratório superdotado. |                       |                                     |                                       |                 |                         |
| 68 | 5                     | Último Tango em Pasadena            | Molly Newman Jason Wilborn            | Bethany Rooney  | 25 de outubro de 2009   |
| Toda a família Walker, exceto Nora, fica impressionada com as aulas de Tango do novo amor de Sarah, Luc Laurent (Gilles Marini). No entanto, Nora descobre que ele é uma boa pessoa quando este age como confidente dela em um momento muito difícil. Enquanto isso, Robert demonstra seus sentimentos mais românticos para distrair Kitty de seu câncer. |                       |                                     |                                       |                 |                         |
| 69 | 6                     | Zen e com a Arte de fazer Guacamole | Brian Studler Geoffrey Nauffts        | Michael Schultz | 1 de novembro de 2009   |
| Em meio à quimioterapia, Kitty fica emocionada quando uma visita surpresa chega na casa dos Walkers, enquanto Sarah finalmente percebe que precisa contar aos seus filhos Paige e Cooper sobre seu relacionamento com Luc. Kevin e Scotty finalmente concordam em escolher uma possível barriga de aluguel. |                       |                                     |                                       |                 |                         |
| 70 | 7                     | A Festa das Perucas                 | Marjorie David David Marshall Grant   | Ken Olin        | 8 de novembro de 2009   |
| Kitty fica deprimida depois de ver as consequências visíveis de seu tratamento contra o câncer. Nora faz uma amizade com benefícios surpreendentes e Rebecca descobre que está grávida. |                       |                                     |                                       |                 |                         |
| 71 | 8                     | A Festa do Vinho                    | Sherri Cooper-Landsman Michael Foley  | Michael Morris  | 15 de novembro de 2009  |
| Quando o novo vinho produzido pela Ojai Foods é apresentado em um festival local, a família espera que a empresa da família possa ter encontrado sua tábua de salvação. Enquanto isso, Nora apaixona-se secretamente por um homem mais jovem chamado Simon (John Tenniel) e Sarah e Luc descobrem que não possuem tantas coisas em comum no dia-a-dia quanto achavam. |                       |                                     |                                       |                 |                         |
| 72 | 9                     | Pausa na Gravidez                   | Sarah Goldfinger Jennifer Levin       | Matthew Rhys    | 29 de novembro de 2009  |
| Rebecca esconde um segredo que pode acabar com seu relacionamento com Justin. A situação financeira de Holly piora e Sarah fica com ciúmes do novo romance de Nora. |                       |                                     |                                       |                 |                         |
| 73 | 10                    | Quase Casados                       | Michael Cinquemani Molly Newman       | Laura Innes     | 6 de dezembro de 2009   |
| O casamento de Justin e Rebecca nas praias do Havaí deixa a família Walker maravilhada. Tommy arrisca tudo para ter a filha Elizabeth ao seu lado. |                       |                                     |                                       |                 |                         |
| 74 | 11                    | Um Osso para pegar                  | Cliff Olin Brian Studler              | Chad Lowe       | 3 de janeiro de 2010    |
| O colapso de Kitty no Havaí foi causado por um coágulo sanguíneo no pulmão, mas ainda há a questão dos tumores. Sua melhor opção para tratamento é um transplante de medula óssea. Então, a busca por um doador apto ao transplante começa. |                       |                                     |                                       |                 |                         |
| 75 | 12                    | A Feira de Ciências                 | Monica Breen Allison Schapker         | Laura Innes     | 10 de janeiro de 2010   |
| Na Feira de Ciências do colégio, o pai divorciado de um colega de Paige começa a se interessar por Sarah, enquanto Justin descobre a solução para sua dificuldade nos estudos de sua graduação como paramédico. |                       |                                     |                                       |                 |                         |
| 76 | 13                    | Corra, meu bem, corra!              | Marjorie David Allison Schapker       | Ricardo Coad    | 17 de janeiro de 2010   |
| Sarah tem um novo interesse romântico pela primeira vez desde seu divórcio. Scotty e Kevin aguardam os resultados de sua primeira tentativa de adoção por barriga de aluguel. Kitty e Robert enfrentam um novo impasse político. |                       |                                     |                                       |                 |                         |
| 77 | 14                    | As Primárias de Pasadena            | Michael Foley Geoffrey Nauftts        | Jonathan Kaplan | 31 de janeiro de 2010   |
| Robert e Nora vão trabalhar como chefs convidados no restaurante de Scotty para fomentar seu negócio. Kitty sugere algo para a disputa eleitoral pela cadeira de Robert no Senado e Sarah chega a se frustrar com Roy, mas a situação resolve-se rapidamente quando conversam. |                       |                                     |                                       |                 |                         |
| 78 | 15                    | Uma Família Valorizada              | Sarah Goldfinger Michael Cinquemani   | Michael Schultz | 21 de fevereiro de 2010 |
| A família Walker compartilha amores e perdas no Dia dos Namorados enquanto Sarah chega à conclusão que Luc é o amor de sua vida e reata com ele. Kitty organiza sua grande entrada na política ao lado da família e da nova chefe de seu comitê de campanha Buffy (Cheryl Hines). Justin e Rebecca enfrentam as dificuldades da paternidade iminente e Holly toma uma decisão difícil sobre o que fazer com suas ações na Ojai Foods. |                       |                                     |                                       |                 |                         |
| 79 | 16                    | Salto de Fé                         | Matt Donnelly Marc Halsey             | Michael Morris  | 28 de fevereiro de 2010 |
| Os problemas com o visto de Luc nos Estados Unidos causam grandes problemas para Sarah, que ainda luta contra seus sentimentos por ele, mas ao mesmo tempo teme perdê-lo novamente e, desta vez, para outra mulher. Enquanto isso, Rebecca luta consigo mesma e com Justin para seguir em frente após uma grande perda. Holly acredita ter descoberto o valor oculto dos alimentos da Ojai Foods. |                       |                                     |                                       |                 |                         |
| 80 | 17                    | Freeluc.com                         | Molly Newman Brian Studler            | Bethany Rooney  | 14 de março de 2010     |
| As atenções da imprensa voltadas para Kitty e sua disputa pelo Senado cria um caos para Luc e Sarah, diante da possibilidade dele ser deportado para a França. Enquanto isso, Nora engole o próprio orgulho ao pedir a seu filho Tommy para que a ajude a salvar Ojai Foods, que guarda um antigo segredo envolvendo Dennis York. |                       |                                     |                                       |                 |                         |
| 81 | 18                    | Tempo após o Tempo (Partes 1 e 2)   | Sherri Cooper-Landsman Jennifer Levin | Ken Olin        | 4 de abril de 2010      |
| 82 | 19                    | Tempo após o Tempo (Partes 1 e 2)   | Alison Schapker Monica Owusu-Breen    | Ken Olin        | 11 de abril de 2010     |
| Em um capítulo dividido em 2 partes, os Walkers tentam descobrir a raiz do misterioso segredo de William que envolve Dennis York. Para isso, precisam relembrar as memórias boas, as ruins e as assustadoras de Confraternização Anual da empresa da família realizada em 1986. Através das lembranças da família daquela época, eles descobrem um segredo chocante e vergonhoso que forçam eles a lidarem com o remorso de algo que prejudicou York. Nora e Holly fazem uma viagem incomum ao estilo Thelma & Louise em busca de respostas sobre o valor oculto do patrimônio da Ojai Foods, enquanto Justin e Rebecca finalmente conseguem ter seu final feliz. |                       |                                     |                                       |                 |                         |
| 83 | 20                    | Se Você assar, Ele virá!            | Marjorie David Cliff Olin             | Bethany Rooney  | 18 de abril de 2010     |
| Ainda se recuperando da descoberta de um segredo de Nora há muito tempo enterrado que o envolve diretamente, Kevin recusa-se a comparecer à própria festa de aniversário. Justin, Tommy e Kevin confrontam Dennis York. |                       |                                     |                                       |                 |                         |
| 84 | 21                    | Onde há Fumaça...                   | Michael Foley Jason Wilborn           | Michael Morris  | 25 de abril de 2010     |
| Mais de um membro da família Walker suspeita que Sarah possa estar grávida. Nora se oferece para cuidar de sua mãe Ida quando descobre que ela é diagnosticada com demência, enquanto Luc recebe uma correspondência que o emociona. |                       |                                     |                                       |                 |                         |
| 85 | 22                    | Ame a Todos                         | Michael Cinquemani Sarah Goldfinger   | Michael Schultz | 2 de maio de 2010       |
| Os Walkers estão passando por um período de adaptação. Cooper se opõe às ações de Sarah enquanto Luc torna-se um novo membro da família. Justin luta para encontrar a mesma paixão pela Medicina que sentia quanso servia o Exército no Iraque. |                       |                                     |                                       |                 |                         |
| 86 | 23                    | Luzes Apagadas                      | Molly Newman Brian Studler            | Michael Morris  | 9 de maio de 2010       |
| Os Walkers ficam desolados quando veem que a Ojai Foods não possui mais outra saída a não ser fechar as portas, mas novas oportunidades e alianças secretas surgem como resultado do encerramento da empresa da família. |                       |                                     |                                       |                 |                         |
| 87 | 24                    | Na Estrada novamente                | David Marshall Grant Geoffrey Nauffts | Ken Olin        | 16 de maio de 2010      |
| Os Walkers, ainda tentando lidar com a tristeza e a ruína financeira que após o fechamento da Ojai Foods, vislumbram uma luz no fim do túnel quando descobrem um dos muitos investimentos secretos de William. Enquanto isso, a saúde de Robert e a segurança de sua família ficam em risco quando surge no caminho um negócio perturbador. Após o jantar em família na casa de campo dos Walkers, vários membros da família envolvem-se em um engavetamento na volta para a casa. Justin hesita entre socorrer Robert ou Holly, mas Rebecca pede que ele salve sua mãe. Em decorrência disso, Robert aparenta não mais resistir.                                 |                       |                                     |                                       |                 |                         |

## 5.ª Temporada (2010–2011)
| Episódio na série | Episódio na temporada | Título                     | Escrito por                             | Dirigido por    | Exibição original       |
| --- | --------------------- | -------------------------- | --------------------------------------- | --------------- | ----------------------- |
| 88 | 1                     | Voltando para Casa         | David Marshall Grant David Babcock      | Michael Morris  | 26 de setembro de 2010  |
| Passado 1 ano do acidente que deixou Holly com amnésia e Robert em estado vegetativo, os Walkers têm se evitado durante todo este tempo: Nora trabalha em uma floricultura, Kevin continua advogando em seu escritório, Justin está em pé de guerra com Rebecca, Sarah está obcecada com as possíveis riquezas que há em Narrow Lake e Kitty acompanha seu marido no hospital, tentando superar o trauma da viuvez iminente, mas culpando Justin por não socorrer Robert quando este precisou. |                       |                            |                                         |                 |                         |
| 89 | 2                     | Breve Encontro             | Molly Newman                            | Jonathan Kaplan | 3 de outubro de 2010    |
| A família Walker se prepara para a festa patrocinada pela marca de lingerie para a qual Luc posou. Kitty está obcecada com a ideia de que sua mãe esteja tendo um caso lésbico com outra mulher, enquanto Justin reaparece na vida de Holly. |                       |                            |                                         |                 |                         |
| 90 | 3                     | Fingindo                   | Veronica Becker Geoffrey Nauffts        | Michael Schultz | 10 de outubro de 2010   |
| Kitty se estabelece em Ojai e conhece um encanador de quem se torna amiga. Luc planeja uma festa de aniversário para Sarah, mas ela não quer comemorar. Justin recebe uma visita desconcertante. |                       |                            |                                         |                 |                         |
| 91 | 4                     | Um Beijo Justo             | Cliff Olin Stephen Tolkin               | Ken Olin        | 17 de outubro de 2010   |
| Enquanto Justin e Rebecca parecem ter feito as pazes, Holly faz uma aparição surpresa na casa de Nora. Sarah cuida do figurino de Cooper para uma peça de teatro da escola, enquanto Kevin e Scotty convencem Saul a apresentá-los a Charlie, um velho amigo com quem este manteve um caso amoroso. |                       |                            |                                         |                 |                         |
| 92 | 5                     | Ligue para a Mamãe         | Veronica Becker Brian Studler           | Michael Schultz | 24 de outubro de 2010   |
| Nora passa por um teste para apresentar um programa de rádio voltado a dar conselhos familiares aos ouvintes, mas quando descobre que tem uma famosa escritora de livros de autoajuda como concorrente, seu mundo desmorona. Sarah está preocupada porque ela e Luc quase não passam muito tempo juntos, enquanto Scotty tem as mesmas preocupações em relação à Kevin. |                       |                            |                                         |                 |                         |
| 93 | 6                     | Um Marido Ideal            | David Marshall Grant Michael Cinquemani | Bethany Rooney  | 31 de outubro de 2010   |
| Após Scotty confessar a Kevin que o traiu com um garçom freelancer chamado Marcus, Kevin não dorme mais com ele. E, apesar dos esforços deles para impedir que a família descubra a traição, a notícia se espalha como fogo em palha entre os Walkers. |                       |                            |                                         |                 |                         |
| 94 | 7                     | Resolvido                  | David Babcock Gina Lucita Monreal       | Michael Schultz | 7 de novembro de 2010   |
| Paige precisa da ajuda de Kevin e Scotty para se preparar para um debate no colégio, mesmo com o casal ainda separado. Nora conhece um radialista com quem cria laços. Kitty e Sarah entram em conflito por causa de comentários feitos sobre elas pela mãe que foram entendidos fora de contexto. |                       |                            |                                         |                 |                         |
| 95 | 8                     | A Rapsódia da Carne        | Molly Newman                            | Matthew Rhys    | 14 de novembro de 2010  |
| Quando Gabriela (Sônia Braga), mãe de Luc, faz uma visita surpresa, os planos de Nora de ter uma noite tranquila com Karl são frustrados. Sarah faz de tudo para descobrir a raiz do relacionamento hostil entre noivo e sogra. |                       |                            |                                         |                 |                         |
| 96 | 9                     | Vão para o Quarto!         | Marc Halsey Matt Donnelly               | Eli Craig       | 5 de dezembro de 2010   |
| Sarah quer preparar um jantar romântico antes que Luc viaje para a China a trabalho. Kevin está nervoso, porque ele e Scotty estão esperando a decisão do Conselho Tutelar para saberem se são aptos à adoção. Kitty conhece um jovem garçom. |                       |                            |                                         |                 |                         |
| 97 | 10                    | Peru Frio                  | Stephen Tolkin Geoffrey Nauffts         | Michael Morris  | 12 de dezembro de 2010  |
| O Natal chegou e Nora decide passá-lo com Karl em Santa Fé. Quando os filhos descobrem os planos da mãe, o mundo deles desmorona, levando Kevin e Kitty a entrar em conflito sobre como e onde os Walkers passarão o feriado natalino. |                       |                            |                                         |                 |                         |
| 98 | 11                    | Escandalizados             | Veronica Becker Sarah Kucserka          | Bethany Rooney  | 2 de janeiro de 2011    |
| O caso entre Kitty e Seth vaza na internet e se torna um escândalo por se tratar de um aluno e uma professora. Justin conhece Annie, uma enfermeira que trabalha no hospital onde ele atua na emergência. Apesar da resistência, Karl aceita o convite de Nora para jantar com seus filhos. Kevin e Scotty começam a ter aulas sobre a adoção de crianças. Annie se aproxima de Justin e decide passar uma noite trabalhando com ele na emergência. Kevin e Scotty são convidados pela conselheira tutelar a participar de uma "feira", onde centenas de crianças colocadas para adoção são apresentadas aos candidatos a pais adotivos. O jantar de Nora é um verdadeiro fracasso com muitas confusões e Karl revela-se uma pessoa incapaz de viver com os filhos da namorada. Durante um acidente de carro, Justin e Annie salvam a vida de um homem, mas para isso, ele tem de realizar um procedimento de urgência sem autorização. Na "feira", Kevin e Scotty são abordados por uma simpática menina latina de 9 anos chamada Olivia, que pede para apresentá-los às outras crianças. Karl liga para o programa de rádio de Nora e eles terminam a relação ao vivo, mas amigavelmente. Justin e Annie dormem juntos e engatam um namoro. Após todo o escândalo, Kitty decide assumir publicamente sua relação com Seth. No final da "feira", Kevin e Scotty estão se sentindo estranhos com o fato de ter que elencar quais as crianças que mais gostaram, mas são surpreendidos por uma nova abordagem de Olivia, que veio se despedir. Dada a grande emoção da situação, eles descobrem que não precisam mais escolher ninguém, pois a menina já os tinha escolhido como pais.                                    |                       |                            |                                         |                 |                         |
| 99 | 12                    | Obrigado pelas Memórias    | Cliff Olin Brian Studler                | Michael Mayers  | 9 de janeiro de 2011    |
| Kevin e Scotty, após várias visitas a Olivia, decidem que ela deveria começar a passar os finais de semana com eles para fortalecer a aproximação, mas a menina, um pouco assustada com a real possibilidade de conquistar um lar, mantém-se resistente. Paige é flagrada com um amigo da escola no quarto de Kevin e Scotty. Holly diz não estar preparada para deixar tudo pra trás e ir com David para Nova Iorque e Nora acaba convidando-a para passar uns dias em sua casa. Justin está respondendo uma sindicância por ter feito uma intervenção não-autorizada em um paciente, apesar disso ter salvado a vida do mesmo. Saul briga com Jonathan e resgata o fato dele tê-lo infectado com HIV no passado. Nora pressiona e Holly não consegue suportar que elas morem juntas por um tempo. Kevin e Scotty descobrem que Olivia roubou-lhes a carteira durante a visita e tentam conversar com a menina, sem sucesso. Eles pedem ajuda a Sarah, que acaba descobrindo que o amigo de Paige estava, na verdade, pedindo ajuda, pois desconfia ser gay. Kitty termina com Seth sem qualquer justificativa e vai embora para Washington. Nora convence Holly a superar seu passado e queimar suas caixas de relíquias. Saul perdoa Jonathan. Kevin e Scotty descobrem que, na verdade, Olivia está com medo de perdê-los e por isso fez coisas erradas. Eles revelam à menina que ainda querem-na como filha e ela fica profundamente feliz. Holly se despede de sua antiga casa e de todos e vai embora com David para Nova Iorque. Nas caixas de memórias de Holly, Nora descobre um rolo de filmes onde há imagens dela com Nick Brody quando adolescentes, dando a entender que William os espionou no passado. |                       |                            |                                         |                 |                         |
| 100 | 13                    | Seguro em Casa             | Michael Cinquemani John Kazlauskas      | Richard Coad    | 16 de janeiro de 2011   |
| ESPECIAL EM COMEMORAÇÃO AO 100.º EPISÓDIO DE BROTHERS & SISTERS. Nora está agitada, arrumando a casa para receber Tommy, que virá visitá-la após longo tempo fora de casa. Saul insiste que Nora deve procurar Brody, seu grande amor do passado. Luc volta de surpresa para casa depois de passar algumas semanas trabalhando na China. Justin está apaixonado por Annie, uma enfermeira que trabalha com ele no hospital. Olivia vai passar o 1.º final de semana com Kevin e Scotty e ganha um celular de presente. Tommy chega em casa com sua surpresa: sua nova e esfuziante namorada Rose. A garota é obcecada pelo passado da família Walker. Scotty pede para Olivia escrever o que deseja na lista de compras e a menina apenas desenha, revelando que gostaria de ter uma salamandra. Justin briga com o ex-namorado de Annie durante um jogo. Tommy pede um empréstimo à Sarah para comprar um editora e ela nega. Kevin manda um SMS para o celular de Olivia, que não responde. Como sempre, o jantar dos Walker termina em grande confusão. Justin decide terminar com Annie por ela não ter esquecido o ex-namorado. Kevin e Scotty dão uma salamandra de presente para Olivia, que lhe dá o nome de Zemulon, mas acabam descobrindo que a menina não saber ler. Nora finalmente conhece Olivia, sua nova neta. Rose e Tommy descobrem que a data de nascimento de Sarah está errada na certidão e começam a suspeitar que ela não é filha legítima de William. |                       |                            |                                         |                 |                         |
| 101 | 14                    | Aquele que partiu          | Gina Lucia Monreal David Babcock        | Michael Morris  | 13 de fevereiro de 2011 |
| Nora desdenha do Dia dos Namorados em seu programa de rádio. Saul e Jonathan estão se aproximando. Scotty recebe a notícia de que o mais famoso crítico gourmet irá ao seu restaurante nesta noite. No entanto, o crítico irá acompanhado de Jonathan. Tommy tenta voltar a trabalhar com Sarah, agora em sua holding de comunicação. A nova namorada de Tommy continua investigando o passado da família Walker, tentando descobrir se realmente Sarah não é filha legítima de William. Luc pede ajuda a Justin para preparar uma surpresa de Dia dos Namorados para Sarah. Nora continua obcecada por ter informações sobre Brody, seu namorado de adolescência, mas não admite isso a ninguém. Sarah e Tommy não conseguem se entender no trabalho. A namorada de Tommy, após descobrir a data de nascimento errada de Sarah, convence-a de que seu pai pode ser Nick Brody. Com ciúmes de Jonathan, Saul quase coloca molho de camarão em sua comida, mesmo sabendo que ele é alérgico e a visita do crítico gourmet ao restaurante de Scotty torna-se um grande fiasco. Sarah se desespera e Nora afirma que Brody não é seu pai, já que seu tipo sanguíneo não permitiria. Nora briga com a namorada de Tommy por ela ter gerado toda a confusão familiar em torno de Sarah. Saul pede desculpas a Jonathan e eles finalmente se acertam. Kevin volta pra casa especialmente para comemorar o Dia dos Namorados com Scotty e pede para que ele perdoe Saul. Nora retrata-se com seus ouvintes sobre suas opiniões sobre a importante data para os que estão apaixonados. |                       |                            |                                         |                 |                         |
| 102 | 15                    | Brody                      | Molly Newman                            | Matthew Rhys    | 20 de fevereiro de 2011 |
| Paige pede ajuda a Kevin para cuidar de Joaquim, um pacote de farinha de trigo que ela finge ser um bebê para um trabalho de escola. Brody liga para a rádio durante o programa de Nora e ela reconhece sua voz. Sarah não consegue se lembrar de ajudar Paige com Joaquim. Brody surge na casa de Nora com sua cachorra Lily. Justin encontra Zach, um ex-companheiro de guerra do Iraque e decide ajudá-lo, abrigando-o em sua casa. Tommy e Rose decidem não ficar em Pasadena e ele aceita a sugestão de Brody para ir administrar um clube de beisebol em Seattle. Todos gostam de Brody e fazem pressão para que Nora aceite que ainda está apaixonada por ele. Lily é submetida à uma cirurgia e Nora e Brody ensaiam uma reaproximação. Antes de partir, Brody faz muffins com o pacote de farinha de trigo de Paige e só depois que todos comem, é que descobrem tratar-se de Joaquim. Tommy vai embora. Brody também, mas deixa Lily sob os cuidados de Nora, um sinal claro de que pretende voltar em breve. |                       |                            |                                         |                 |                         |
| 103 | 16                    | O Lar é onde o Forte está! | Geoffrey Nauffts Brian Studler          | Bethany Rooney  | 13 de março de 2011     |
| Justin está obcecado por ajudar Zach, que está hospedado em sua casa. Ele consegue um emprego para o rapaz no restaurante de Scotty. Sarah e Nora viajam à Washington para visitar Kitty. Enquanto isso, Luc fica cuidando de Paige e Cooper. Paige é convidada por Cody para ir ao baile e ela começa a se desentender com o futuro padrasto na ausência de Sarah. Kevin e Scotty assinam os documentos da adoção de Olivia e passam a ter oficialmente sua custódia. Nora e Sarah começam a desconfiar do comportamento distante e misterioso de Kitty e, após revirar o apartamento, desconfiam que ela esteja trabalhando como espiã da CIA. Justin volta a ter pesadelos e depois de um dia de trabalho, decide que Zach não poderá mais morar com ele. Assustada por ter de começar na escola e conhecer os outros Walkers, Olivia começa a construir um forte dentro de casa, uma espécie de cabana onde se refugia com sua salamandra Zemulon. Cody abandona Paige por outra garota e ela vai se consolar com Luc, acertando os ponteiros da relação entre enteada e padrasto. Kitty explica para Nora e Sarah que ela está fugindo, porque sua leucemia, que parecia estar curada, voltou a apresentar sintomas e elas a convencem a voltar para casa e enfrentar o problema junto com a família. Kevin e Scotty conseguem convencer Olivia de que ela não precisa mais de um forte para refugiar-se, pois agora ela tem uma família para protegê-la. Todos os Walkers se reúnem no restaurante para comemorar o aniversário de Evan. |                       |                            |                                         |                 |                         |
| 104 | 17                    | A Escolha de Olivia        | Cliff Olin Stephen Tolkin               | Michael Morris  | 20 de março de 2011     |
| Olivia está se saindo muito bem na escola e já consegue tirar notas altas de leitura e soletração, deixando Kevin e Scotty orgulhosos. Com o retorno da doença, Kitty está em depressão e Sarah tenta ajudá-la, mas Kitty quer reconquistar Seth. Lily, a cachorra de Brody, foge da casa de Nora. Brian, o irmão biológico e homofóbico de Olivia, aparece depois de 5 anos, e decide entrar na justiça para reaver a guarda da menina. Kitty procura Seth, mas descobre que ele está namorando uma jovem extrovertida da universidade. Olivia pede ajuda à Nora, pois está confusa sobre com quem deve ficar e sabe que alguém vai se machucar com sua decisão. Nora, contrariando todos, convida Brian para jantar com Olivia em sua casa e ouve do rapaz que ele não aceita a vida de Kevin e Scotty e que se Olivia ficar ele, ela não verá mais seus pais adotivos. Sarah e Kitty armam uma emboscada para Seth e sua namorada na tentativa de tê-lo de volta, mas tudo dá errado. No dia seguinte, Seth procura Kitty, diz que a ama e eles reatam. Olivia pede à Nora que leve-a ao tribunal. A menina pede para falar com a juíza do caso durante a audiência de custódia entre Kevin e Scotty e seu irmão biológico Brian. Olivia revela, emocionada, que quer ficar com Kevin e Scotty. A decisão é confirmada pela juíza e a custódia da menina fica com seus pais adotivos, que constituem uma nova família. |                       |                            |                                         |                 |                         |
| 105 | 18                    | Nunca diga "Nunca"         | Veronica Becker Sarah Kucserka          | Bethany Rooney  | 27 de março de 2011     |
| Brody passa a visitar Nora todos os dias. Justin está completando 30 anos e Sarah e Kevin tentam organizar uma festa de aniversário contra sua vontade. Jonathan diz para Saul que está comprando uma casa em Palm Springs e gostaria que morassem juntos, mas ele recusa sob pretexto de que nunca contou para a própria mãe que era gay. Ida, a mãe de Nora e Saul, morre. A família começa a organizar o funeral. Enquanto isso, Bertha, mãe de Scotty, decide passar uns dias com eles para conhecer sua nova neta Olivia. Nora planeja fazer um grande discurso no funeral da mãe, mas não consegue escrever o texto. Bertha, com ciúmes de Nora, começa a tentar influenciar na educação e nas roupas de Olivia, mas a menina já consegue se comunicar por olhares com seus pais adotivos e escapa das investidas de sua outra avó. Ida deixa uma carta para o filho Saul, mas ele se recusa a abrí-la. Nora não consegue discursar e desabafa seu desafeto pela própria mãe durante o funeral. Kevin e Bertha tem uma conversa decisiva e esta revela que quer ser uma grande avó para Olivia e, assim, tentar melhorar sua relação com Scotty. Kevin a convence de que será uma boa avó para Olivia. Saul lê a carta de Ida e descobre que ela sempre soube que ele era gay. Durante o jantar de aniversário de Justin, Saul revela que vai morar com Jonathan e todos brindam em homenagem à Ida. |                       |                            |                                         |                 |                         |
| 106 | 19                    | Não seria legal?           | Michael Cinquemani Marc Halsey          | Ken Olin        | 17 de abril de 2011     |
| Luc vai fazer sua primeira exposição de arte numa famosa galeria e Sarah decide vender a casa para que eles tenham mais espaço em sua nova vida. Nora e Brody assumem para Kevin e Justin que estão tendo novamente um romance. Scotty e Olivia encontram Michelle na rua dois anos depois dela ter desaparecido após o aborto espontâneo que sofreu quando era a barriga de aluguel de Kevin e Scotty. Brody sente-se mal e Justin se preocupa, realizando exames sem seu conhecimento. Brody carrega Nora para uma viagem à Fresno. Kevin e Scotty acham estranho o fato de Michelle estar fugindo deles. Luc briga com Sarah por ela ter revirado suas coisas durante a arrumação da casa para a venda. Brody revela à Nora que está se mudando para Fresno e pede para que ela venha com ele. Sob pressão, Kevin e Scotty revelam à Olivia que antes de adotá-la, tentaram ter um filho através de uma barriga de aluguel com Michelle. Justin descobre que Brody mentiu sobre seu tipo sanguíneo e que ele pode realmente ser o pai de Sarah. A exposição de Luc é um sucesso, ele e Sarah se acertam e decidem não vender mais a casa. Olivia pede para Kevin e Scotty não desistam de tentar reencontrar Michelle. Nora e Brody dormem juntos, mas ele a abandona após uma conversa com Justin. No aeroporto, Kevin e Scotty avistam Michelle de longe e ela, para surpresa e desespero dos dois, está fugindo com um bebê. |                       |                            |                                         |                 |                         |
| 107 | 20                    | Pai Desconhecido           | Molly Newman Gina Lucita Monreal        | Matthew Rhys    | 24 de abril de 2011     |
| Com a descoberta de que Michelle mentiu sobre o aborto espontâneo, Kevin e Scotty iniciam uma caçada em busca do bebê que lhes pertence. Olivia, Paige e Cooper vão para o acampamento Big Bear. Nora decide realizar um exame de DNA escondido para saber se Sarah é filha de Brody e pede ajuda à Justin. Scotty consegue marcar um encontro secreto com Michelle para tentar negociar a entrega do seu bebê, que se chama Daniel. Luc e Saul estão às voltas para organizar a trilha sonora do casamento dele com Sarah. Ninguém conta a ninguém sobre o que estão fazendo e, no final, todos descobrem a verdade numa explosão de raiva de Justin: Sarah é realmente filha de Brody e Kevin e Scotty tem um filho sequestrado que se chama Daniel. Olivia volta do acampamento e enquanto comenta com seus pais sobre a viagem, Justin chega no restaurante com o pequeno Daniel, abandonado em sua casa por Michelle. Com o bebê Daniel e a filha Olivia, Kevin e Scotty agora tem uma grande família. |                       |                            |                                         |                 |                         |
| 108 | 21                    | Para o Bem ou para o Mal   | Stephen Tolkin Matt Donnelly            | Michael Morris  | 1 de maio de 2011       |
| Sarah procura seu pai biológico, Brody, e pede para que ele fique fora de sua vida. Ela também procura Nora e pede para que ela escolha entre a filha e seu relacionamento com Brody. Com a chegada do pequeno Daniel, Kevin e Scotty começam a enfrentar os ciúmes de Olivia, que se sente escanteada por não ser mais filha única. Sarah desespera-se e começa a ter crises de identidade. Olivia foge de casa e volta para o abrigo, mas é resgatada por Kevin e Scotty, que conseguem convencê-la de que agora eles são uma família e que ela é fundamental na vida deles e de seu novo irmãozinho. Sarah flagra Nora e Brody dormindo no sofá e foge desesperada com a decisão da mãe e de seu pai biológico de ficarem juntos. |                       |                            |                                         |                 |                         |
| 109 | 22                    | A Walker no Altar          | David Marshall Grant David Babcock      | Ken Olin        | 8 de maio de 2011       |
| Sob o comando de Kevin, os Walkers estão organizando o casamento de Sarah e Luc. Kitty descobre que está grávida de Seth, mas o agravamento de sua doença coloca em xeque os planos do casal de ter o bebê. Olivia e Daniel estão plenamente integrados à família Walker. Paige apresenta seu primeiro namorado, Andrew. Gabriela, mãe de Luc, comparece à cerimônia, mas seu pai não. Sarah decide perdoar o pai, Brody, que a conduz ao altar. Jonathan pede Saul em casamento. Kevin, Scotty, Luc, Justin, Saul, Tommy e Cooper fazem um número musical para Sarah. A série termina com toda a família, agora monumentalmente estendida, dançando ao som de Lady Gaga e com Nora ao fundo fazendo uma reflexão positiva de sua própria vida e sobre como voltou a sentir felicidade, recitando versos de Charles Dickens e George Eliot. |                       |                            |                                         |                 |                         |